# Дискография на Иги Азалия

## Албуми

### Студийни албуми
| Заглавие          | Детайли                                                                                                  | Позиция в класация | Позиция в класация | Позиция в класация | Позиция в класация | Позиция в класация | Позиция в класация | Позиция в класация | Позиция в класация | Позиция в класация | Позиция в класация | Сертификати                 | Албум                                         |
| Заглавие          | Детайли                                                                                                  |                    |                    |                    | [ 1 ]              |                    |                    |                    |                    |                    |                    | Сертификати                 | Албум                                         |
| ----------------- | --- | ------------------ | ------------------ | ------------------ | ------------------ | ------------------ | ------------------ | ------------------ | ------------------ | ------------------ | ------------------ | --------------------------- | --------------------------------------------- |
| The New Classic   | - Издаден: 22 април 2014 - Формат: CD, дигитален формат - Компания: Virgin EMI, Def Jam                  | 2                  | —                  | 2                  | 99                 | 83                 | —                  | 3                  | 12                 | 5                  | 3                  | Свят: 1 000 000 - : 500 000 | - : Златен - : Златен - : Сребърен - : Златен |
| In My Defense     | - Издаден: 19 юли 2019 - Формат: CD, дигитален формат, LP, аудиокасета - Компания: Bad Dreams, Empire    | 52                 | —                  | —                  | —                  | —                  | —                  | —                  | —                  | —                  | 50                 |                             |                                               |
| The End of an Era | - Издаден: 13 август 2021 - Формат: CD, дигитален формат, LP, аудиокасета - Компания: Bad Dreams, Empire | —                  | —                  | —                  | —                  | —                  | —                  | —                  | —                  | —                  | —                  |                             |                                               |

### Преиздания
| Албум | Позиция в класация                                                                                     | Позиция в класация | Позиция в класация | Позиция в класация | Позиция в класация | Позиция в класация | Позиция в класация | Позиция в класация | Позиция в класация | Позиция в класация |    |
| ----- | --- | ------------------ | ------------------ | ------------------ | ------------------ | ------------------ | ------------------ | ------------------ | ------------------ | ------------------ | -- |
| Албум | Reclassified - Издаден: 24 ноември 2014 - Формат: CD, дигитален формат - Компания: Virgin EMI, Def Jam | 32                 | —                  | —                  | —                  | —                  | —                  | —                  | 32                 | 38                 | 16 |

### EP-та/Миниалбуми
| Албум                                                                  | Позиция в класация                                                               | Позиция в класация | Позиция в класация | Позиция в класация | Позиция в класация | Позиция в класация | Позиция в класация | Позиция в класация | Позиция в класация | Позиция в класация | Сертификати | Албум |   |  |  |
| ---------------------------------------------------------------------- | -------------------------------------------------------------------------------- | ------------------ | ------------------ | ------------------ | ------------------ | ------------------ | ------------------ | ------------------ | ------------------ | ------------------ | ----------- | ----- | - |  |  |
| Албум                                                                  | Glory - Издаден: 30 юли 2012 - Формат: дигитален формат - Компания: Grand Hustle | —                  | —                  | —                  | —                  | —                  | —                  | —                  | —                  | —                  | Сертификати | Албум | — |  |  |
| Survive The Summer - Издаден: 3 август 2018 - Формат: дигитален формат | —                                                                                | —                  | —                  | —                  | —                  | —                  | —                  | —                  | —                  | —                  |             |       |   |  |  |

### Микстейп
| Заглавие     | Детайли                                                                         |
| ------------ | ------------------------------------------------------------------------------- |
| Ignorant Art | - Издаден: 27 септември 2011 - Формат: дигитален формат - Компания: Самоиздаден |
| TrapGold     | - Издаден: 22 април 2014 - Формат: дигитален формат - Компания: Самоиздаден     |

## Сингли
| Година | Детайли                                      | Позиция в класация | Позиция в класация | Позиция в класация | Позиция в класация | Позиция в класация | Позиция в класация | Позиция в класация | Позиция в класация | Позиция в класация | Позиция в класация | Сертификати | Албум                 |
| Година | Детайли                                      |                    |                    | [ 2 ]              | [ 1 ]              |                    |                    |                    |                    |                    | [ 3 ]              | Сертификати | Албум                 |
| ------ | -------------------------------------------- | ------------------ | ------------------ | ------------------ | ------------------ | ------------------ | ------------------ | ------------------ | ------------------ | ------------------ | ------------------ | --- | --------------------- |
| 2013   | „Work“                                       | 79                 | —                  | 87                 | —                  | —                  | —                  | —                  | —                  | 17                 | 54                 | - : Платинен - : Сребърен - : Златен - : Златен                                                                        | The New Classic       |
| 2013   | „Change Your Life“ (с участието на T.I.)     | 44                 | —                  | —                  | —                  | —                  | —                  | 38                 | —                  | 10                 | —                  | - : Златен - : Златен                                                                                                  | The New Classic       |
| 2014   | „Fancy“ (с участието на Чарли Екс Си Екс)    | 5                  | 46                 | 1                  | 21                 | 51                 | —                  | 1                  | 23                 | 5                  | 1                  | - : 5 пъти платинен - : Платинен - : 4 пъти платинен - : 3 пъти платинен - : Платинен - : Платинен - : 2 пъти платинен | The New Classic       |
| 2014   | „Black Widow“ (с участието на Рита Ора)      | 15                 | 25                 | 6                  | 9                  | 39                 | 43                 | 11                 | 23                 | 4                  | 3                  | - : Платинен - : 3 пъти платинен - : Златен - : 2 пъти платинен - : Златен - : Златен - : 2 пъти платинен              | The New Classic       |
| 2014   | „Beg For It“ (с участието на MØ)             | 29                 | —                  | 44                 | —                  | —                  | —                  | —                  | —                  | 111                | 27                 | - : Платинен | Reclassified          |
| 2015   | „Trouble“ (с участието на Дженифър Хъдсън)   | 10                 | —                  | 73                 | —                  | —                  | —                  | —                  | —                  | 7                  | 67                 | - : Платинен - : Златен - : Сребърен - : Златен                                                                        | Reclassified          |
| 2015   | „Pretty Girls“ (колаборация с Бритни Спиърс) | 27                 | 74                 | 16                 | 25                 | 88                 | 75                 | —                  | —                  | 16                 | 29                 | | Невключен в албум     |
| 2016   | „Team“                                       | 40                 | —                  | 41                 | 89                 | —                  | —                  | —                  | —                  | 62                 | 42                 | - : Златен | Невключен в албум     |
| 2017   | „Mo Bounce“                                  | 63                 | —                  | 87                 | 136                | —                  | —                  | —                  | —                  | —                  | —                  | | Невключен в албум     |
| 2017   | „Switch“ (с участието на Анита)              | 180                | —                  | —                  | —                  | —                  | —                  | —                  | —                  | —                  | —                  | | Невключен в албум     |
| 2018   | „Savior“ (с участието на Куейво)             | —                  | —                  | —                  | 161                | —                  | —                  | —                  | —                  | —                  | —                  | | Невключен в албум     |
| 2018   | „Kream“ (с участието на Тайга)               | —                  | —                  | 54                 | 152                | —                  | —                  | —                  | —                  | —                  | 96                 | - : Златен | Survive the Summer EP |
| 2019   | Sally Walker                                 | —                  | —                  | 56                 | —                  | —                  | —                  | —                  | —                  | 82                 | 62                 | | In My Defense         |
| 2019   | Started                                      | —                  | —                  | —                  | —                  | —                  | —                  | —                  | —                  | 76                 | —                  | | In My Defense         |
| 2019   | "Lola" (колаборация с Алис Чатър)            | —                  | —                  | —                  | —                  | —                  | —                  | —                  | —                  | —                  | —                  | | Wicked Lips EP        |
| 2021   | Sip It (с участието на Тайга)                | —                  | —                  | —                  | —                  | —                  | —                  | —                  | —                  | —                  | —                  | | The End of an Era     |

### Сингли като партниращ си артист
| Година | Детайли                                         | Позиция в класация | Позиция в класация                                            | Позиция в класация | Позиция в класация | Позиция в класация | Позиция в класация | Позиция в класация | Позиция в класация | Позиция в класация | Позиция в класация | Сертификати |    |   |  |
| ------ | ----------------------------------------------- | ------------------ | ------------------------------------------------------------- | ------------------ | ------------------ | ------------------ | ------------------ | ------------------ | ------------------ | ------------------ | ------------------ | --- | -- | - |  |
| Година | Детайли                                         | 2012               | „Beat Down“ (Steve Aoki & Angger Dimas featuring Iggy Azalea) | —                  | —                  | —                  | —                  | —                  | —                  | —                  | —                  | Сертификати | 44 | — |  |
| 2014   | „Problem“ (Ariana Grande featuring Iggy Azalea) | 2                  | 16                                                            | 3                  | 14                 | 19                 | 12                 | 1                  | 5                  | 1                  | 2                  | - : 6 пъти платинен - : Платинен - : 3 пъти платинен - : 3 пъти платинен - : Златен - : 2 пъти платинен - : Платинен - : 3 пъти платинен |    |   |  |
| 2014   | „No Mediocre“ (T.I. featuring Iggy Azalea)      | 36                 | —                                                             | 59                 | —                  | 41                 | —                  | 34                 | —                  | 49                 | 33                 | - : Платинен - : Златен - : Златен |    |   |  |
| 2014   | „Booty“ (Jennifer Lopez featuring Iggy Azalea)  | 27                 | —                                                             | 11                 | 93                 | 78                 | 97                 | 30                 | —                  | 137                | 18                 | - : Платинен |    |   |  |